# Пожар автобуса в Болгарии (2021)
ДТП и пожар туристического автобуса на автомагистрали Струма — дорожно-транспортное происшествие, произошедшее в Болгарии на автомагистрали «Струма» недалеко от деревни Боснек ночью 23 ноября 2021 года в 02:00 по местному времени. Туристический автобус с номерными знаками Северной Македонии врезался в разделяющее встречные полосы ограждение и загорелся. В пожаре погибли 45 человек. Пострадали, но выжили 7 человек.
Автокатастрофа стала самой смертоносной в истории Болгарии и одной из крупнейших в Европе за последние десятилетия.

## События
Туристы из Северной Македонии воспользовались предложением туристического агентства «Besa Trans» — автобусным туром за 79 евро, включавшим на три ночи в отеле Стамбула и транспорт из Скопье до Стамбула и обратно. Тур начался в четверг 18 ноября.
В понедельник 22 ноября туристы выехали в обратный путь из Стамбула в Скопье. Турагентство «Besa Trans» перевозило туристов на автобусе Mercedes-Benz Tourismo (O350) с номером SK 0284 BA, принадлежавшем агентству. Около 21:00 вечера автобус пересёк болгарско-турецкую границу в пункте пропуска Капитан Андреево — Капикуле. На тот момент в нём находилось 52 человека.
Болгарские СМИ сообщали, что автобус ехал в составе колонны из четырёх автобусов и примерно за час до аварии останавливался на заправочной станции при выезде из Софии. Остальные автобусы, двигавшиеся впереди, благополучно вернулись в Северную Македонию.
Выехав из Софии и двигаясь по автомагистрали «Струма» в направлении Дупницы на 31-м километре недалеко от болгарской деревни Боснек автобус врезался в дорожный барьер и загорелся. Неизвестно, возник пожар до или после столкновения.

## Жертвы и пострадавшие
Первоначально сообщалось, что во время катастрофы погибло 46 человек, в том числе 12 детей. Большинство жертв (исключая детей) были в возрасте от 20 до 30 лет. Министр внутренних дел Болгарии Бойко Рашков заявил, что тела жертв были «полностью сожжены». Позднее власти уточнили, что в салоне были найдены 44 тела. 26 ноября при дополнительном осмотре автобуса было обнаружено тело ребёнка. Таким образом, общее число жертв достигло 45. 
Семи пассажирам, пятерым мужчинам и двум женщинам, удалось выбить окна и выбраться из горящего автобуса. Они были госпитализированы с серьёзными ожогами в больницу «Н. И. Пирогова» в Софии. 23 ноября находящихся в больнице пострадавших навестил премьер-министр Северной Македонии Зоран Заев и некоторые члены правительства.
Большинство жертв были этническими албанцами, гражданами Северной Македонии.
24 ноября в Болгарии был объявлен днём траура по жертвам этой аварии, а также по жертвам пожара в доме престарелых в селе Рояк Варненской области, произошедшего днём ранее и приведшего к гибели 9 человек.

## Расследование
Власти Болгарии назвали три возможные версии аварии: 
- ошибку водителя,
- техническую неисправность,
- погодные условия[20]